# E403 (trasa europejska)
E403 – trasa europejska biegnąca przez Belgię. Zaliczana do tras kategorii B droga łączy Zeebrugge z Tournai. Jej długość wynosi 84 km.

## Przebieg trasy
- Zeebrugge E34 E404
- Brugia E40
- Roeselare
- Kortrijk E17
- Tournai E429